# Старогутська сільська рада
Ста́рогу́тська сільська́ ра́да — колишній орган місцевого самоврядування в Середино-Будському районі Сумської області. Адміністративний центр — село Стара Гута.

## Загальні відомості
- Населення ради: 669 осіб (станом на 2001 рік)

## Населені пункти
Сільській раді підпорядковані населені пункти:
- с. Стара Гута
- с. Василівка
- с. Гаврилова Слобода
- с. Нова Гута

## Склад ради
Рада складається з 14 депутатів та голови.
- Голова ради: Калашнікова Ніна Василівна

### Керівний склад попередніх скликань
| Прізвище, ім'я, по батькові | Основні відомості                                                         | Дата обрання | Дата звільнення |
| --------------------------- | ------------------------------------------------------------------------- | ------------ | --------------- |
| Дюндик Віктор Григорович    | Сільський голова, 1950 року народження, член Комуністичної партії України | 26.03.2006   | 31.10.2010      |
| Калашнікова Ніна Василівна  | Сільський голова, 1958 року народження, освіта вища, позапартійна         | 31.10.2010   |                 |

Примітка: таблиця складена за даними сайту Верховної Ради України